# Halowe Mistrzostwa Świata w Lekkoatletyce 1993 – bieg na 800 m kobiet
Bieg na 800 m kobiet – jedna z konkurencji rozgrywanych podczas halowych mistrzostw świata w lekkoatletyce w 1993. Eliminacje odbyły się 12 marca, półfinały miały miejsce 13 marca, finał zaś został rozegrany 14 marca.
Do eliminacji zgłoszonych zostało 19 zawodniczek z 12 państw.
Zawody w tej konkurencji wygrała reprezentantka Mozambiku Maria Mutola. Drugą pozycję zajęła zawodniczka z Rosji Swietłana Mastierkowa, trzecią zaś reprezentująca Stany Zjednoczone Joetta Clark.

## Wyniki

### Eliminacje
Źródło: 
Bieg 1
| Miejsce | Zawodniczka    | Państwo           | Wynik   | Uwagi |
| ------- | -------------- | ----------------- | ------- | ----- |
| 1.      | Inna Jewsejewa | Ukraina           | 2:01,75 |       |
| 2.      | Joetta Clark   | Stany Zjednoczone | 2:01,84 |       |
| 3.      | Elsa Amaral    | Portugalia        | 2:03,66 |       |
| 4.      | Amaia Andrés   | Hiszpania         | 2:03,76 |       |
| 5.      | Lynn Gibson    | Wielka Brytania   | 2:05,15 |       |

Bieg 2
| Miejsce | Zawodniczka         | Państwo    | Wynik   | Uwagi |
| ------- | ------------------- | ---------- | ------- | ----- |
| 1.      | Ella Kovacs         | Rumunia    | 2:03,45 |       |
| 2.      | Jelena Afanasjewa   | Rosja      | 2:03,79 |       |
| 3.      | Dalia Matusevičienė | Litwa      | 2:04,05 |       |
| 4.      | Edith Nakiyingi     | Uganda     | 2:04,88 |       |
| 5.      | Eduarda Coelho      | Portugalia | 2:07,51 |       |

Bieg 3
| Miejsce | Zawodniczka           | Państwo  | Wynik   | Uwagi |
| ------- | --------------------- | -------- | ------- | ----- |
| 1.      | Swietłana Mastierkowa | Rosja    | 2:02,50 |       |
| 2.      | Maria Mutola          | Mozambik | 2:02,74 |       |
| 3.      | Rita Paulavičienė     | Litwa    | 2:03,01 |       |
| –       | Stella Jongmans       | Holandia | DSQ     |       |

Bieg 4
| Miejsce | Zawodniczka       | Państwo           | Wynik   | Uwagi |
| ------- | ----------------- | ----------------- | ------- | ----- |
| 1.      | Ołena Storczowa   | Ukraina           | 2:06,87 |       |
| 2.      | Mitica Constantin | Rumunia           | 2:07,46 |       |
| 3.      | Heike Huneke      | Niemcy            | 2:08,02 |       |
| 4.      | Jane Brooker      | Stany Zjednoczone | 2:08,04 |       |
| 5.      | Jacqui Parker     | Wielka Brytania   | 2:09,99 |       |

### Półfinały
Źródło: 
Bieg 1
| Miejsce | Zawodniczka         | Państwo   | Wynik   | Uwagi |
| ------- | ------------------- | --------- | ------- | ----- |
| 1.      | Maria Mutola        | Mozambik  | 2:00,65 | AR    |
| 2.      | Ella Kovacs         | Rumunia   | 2:00,79 |       |
| 3.      | Jelena Afanasjewa   | Rosja     | 2:01,20 |       |
| 4.      | Ołena Storczowa     | Ukraina   | 2:01,57 |       |
| 5.      | Dalia Matusevičienė | Litwa     | 2:02,17 |       |
| 6.      | Amaia Andrés        | Hiszpania | 2:05,13 |       |

Bieg 2
| Miejsce | Zawodniczka           | Państwo           | Wynik   | Uwagi |
| ------- | --------------------- | ----------------- | ------- | ----- |
| 1.      | Swietłana Mastierkowa | Rosja             | 2:03,13 |       |
| 2.      | Joetta Clark          | Stany Zjednoczone | 2:03,25 |       |
| 3.      | Inna Jewsejewa        | Ukraina           | 2:03,97 |       |
| 4.      | Rita Paulavičienė     | Litwa             | 2:03,98 |       |
| 5.      | Mitica Constantin     | Rumunia           | 2:05,67 |       |
| 6.      | Elsa Amaral           | Portugalia        | 2:09,52 |       |

### Finał
Źródło: 
| Miejsce | Zawodniczka           | Państwo           | Wynik   | Uwagi |
| ------- | --------------------- | ----------------- | ------- | ----- |
| 01 !    | Maria Mutola          | Mozambik          | 1:57,55 | CR    |
| 02 !    | Swietłana Mastierkowa | Rosja             | 1:59,18 | NR    |
| 03 !    | Joetta Clark          | Stany Zjednoczone | 1:59,86 | PB    |
| 4.      | Jelena Afanasjewa     | Rosja             | 2:01,87 |       |
| 5.      | Ella Kovacs           | Rumunia           | 2:02,35 |       |
| 6.      | Jelena Storczowa      | Ukraina           | 2:03,08 |       |